# Tenuipalpus punjabensis
Tenuipalpus punjabensis är en spindeldjursart som först beskrevs av Maninder och Ghai 1978.  Tenuipalpus punjabensis ingår i släktet Tenuipalpus och familjen Tenuipalpidae. Inga underarter finns listade i Catalogue of Life.